# Źródło św. Huberta
Źródło św. Huberta – pomnik przyrody, niezamarzające źródło zlokalizowane około 40 metrów od wschodniego brzegu Jeziora Ostrowieckiego w gminie Dąbrowa, pośród lasu mieszanego dębowo-bukowo-sosnowego, ponacinanego licznymi jarami.
Źródło jest obudowane rodzajem kamiennego ujęcia z daszkiem. Wydajność wynosi 8 litrów na minutę. Dostęp od asfaltowej drogi Annowo – Wiktorowo leśnym duktem (około 600 m).
Nazwa wiąże się z legendą myśliwską. Według tej legendy do źródła wpadł poraniony przez jelenia myśliwy, któremu zwierzę nagonił wcześniej Lucyfer. Woda cudownie uzdrowiła myśliwego, a odbyło się to za wstawiennictwem św. Huberta – patrona myśliwych.
W pobliżu znajduje się głaz narzutowy – Kamienny Dom, także pomnik przyrody.